# Harvey Washington Wiley
Harvey Washington Wiley, född 18 oktober 1844 i Kent i Indiana, USA, död 30 juni 1930 i Washington D.C., var en amerikansk lantbrukskemist, som var chefskemist i USA:s jordbruksdepartement 1883-1912 och professor i agrikulturkemi vid George Washington University i Washington, D.C. från 1899. Han författade bland annat Principles and Practice of Agricultural Chemistry (andra upplagan 1909-11, tre delar) och Foods and Their Adulterations (tredje upplagan 1917).
År 1904 valdes Wiley till medlem av American Philosophical Society. År 1910 tilldelades han Elliott Cresson-medaljen vid Franklin Institute.

## Biografi
Wiley var son till en bonde. Han skrev in sig vid närliggande Hanover College 1863 och studerade i ungefär ett år tills han 1864 tog värvning i unionsarmén under det amerikanska inbördeskriget. Han återvände till Hannover 1865, studerade humaniora och tog 1867 kandidatexamen för att sedan ta sin doktorsexamen vid Indiana Medical College 1871. Han var professor i grekiska och latin vid Butler College, Indianapolis, 1868–70.

## Karriär och vetenskapligt arbete
Efter att ha tagit sin medicinska examen undervisade Wiley i kemi vid Medical College, där han ledde Indianas första laboratoriekurs i kemi med början 1873. Vid Harvard University tog han 1873 en kandidatexamen 1873 efter bara några månaders intensiva studier. Han accepterade sedan en fakultetsposition i kemi vid Purdue University, som höll sina första kurser 1874. Han utsågs också till statskemist i Indiana. 
Wiley erbjöds 1882 positionen som chefskemist i USA:s jordbruksdepartement av George Loring, jordbrukskommissionär. Loring försökte ersätta sin kemist med någon som skulle använda ett mer objektivt tillvägagångssätt för studier av sorghum, vars potential som sockerkälla var långt ifrån bevisad. Wiley accepterade erbjudandet efter att ha gått över till ordförandeskapet i Purdue, eventuellt för att han var "för ung och för jovialisk", oortodox i sin religiösa tro, och även en ungkarl. Wiley medförde till Washington en praktisk kunskap om jordbruket, en sympatisk inställning till jordbruksindustrins problem och en outnyttjad talang för public relations.
Efter att ha bistått kongressen i deras tidigaste frågor om säkerheten hos de kemiska konserveringsmedlen som sedan användes i livsmedel, tilldelades Wiley 5 000 dollar 1902 för att studera effekterna av en diet inklusive olika konserveringsmedel på mänskliga volontärer. Först att testas var borax som stramade åt gammalt kött som började brytas ner. Boraxen matades till försökspersonerna i kött och mejeriprodukter. Vissa fick borax och andra var kontrollgrupp. Volontärerna blev kända som The Poison Squad.
Heinz var ett av de första företagen som gick med i satsningen på ren mat och ändrade 1902 sitt recept på tomatketchup för att ersätta kemiska konserveringsmedel med ättika och införa mycket hygieniska metoder i sina fabriker.
År 1905 sattes Poison Squad i arbete med att testa salicylsyra som användes i flera produkter. Den visade sig orsaka blödning i magen. I december samma år organiserade Wiley ett möte med mer progressiva livsmedelsproducenter (inklusive Heinz) plus kvinnliga aktivister med Theodore Roosevelt för att lobba för säker livsmedelslagstiftning. Detta resulterade i antagandet av köttinspektionslagen (kontroll av slakterier) och livsmedels- och droglagen (som rör förbud mot tillsatser), populärt kallad Dr Wileys lag.
Wiley blev snart en korsfarare och koalitionsbyggare till stöd för nationell livsmedels- och drogreglering. Hans arbete, och Alice Lakeys, sporrade en miljon amerikanska kvinnor att skriva till Vita huset till stöd för Pure Food and Drug Act. 
Wileys tjänstgöring skapade kontroverser över hans administration av 1906 års stadga. Oron över kemiska konserveringsmedel, som inte specifikt hade behandlats i lagen, fortsatte att vara problematisk. Användningen av sackarin, blekt mjöl, koffein och natriumbensoat var alla viktiga frågor som måste lösas av domstolarna under den första tiden enligt den nya lagen.
Under Wileys ledning växte Bureau of Chemistry avsevärt i styrka och storlek efter att ha tagit ansvar för verkställigheten av 1906 års lag. Anslag, som hade varit 155 000 dollar 1906, var 963 780 dollar 1912. År 1911 yrkade hans fiender på att han skulle avskedas från jordbruksdepartementet på grund av att en expert på hans avdelning hade fått betalt utöver den lagliga nivån. Men senare under året skrev president William Howard Taft ett brev som helt frikände Wiley.
I mars 1912 avgick Wiley från sitt ledarskap för kemibyrån eftersom han nästan från början hade varit antagoniserad i verkställigheten av Pure Food And Drugs Act, och han hade sett de grundläggande principerna för den behandlingen antingen förlamande eller misskrediterande. Taft uttryckte sitt beklagande över Wileys avgång och jordbruksminister James Wilson talade mycket om hur "värdefull" Wiley hade varit, och i sin tur tackade Wiley Wilson för den "personliga vänlighet och respekt som visats honom."
Efter sin avgång från regeringsarbetet 1912 tog Wiley över laboratorierna i Good Housekeeping Magazine, där han fortsatte sitt arbete på uppdrag av den konsumerande allmänheten. Han stannade hos Good Housekeeping i 18 år.
Wiley dog i sitt hem i Washington, D.C., den 30 juni 1930, på 24-årsdagen av undertecknandet av lagen om ren mat och droger.